# Jürgen Tonkel

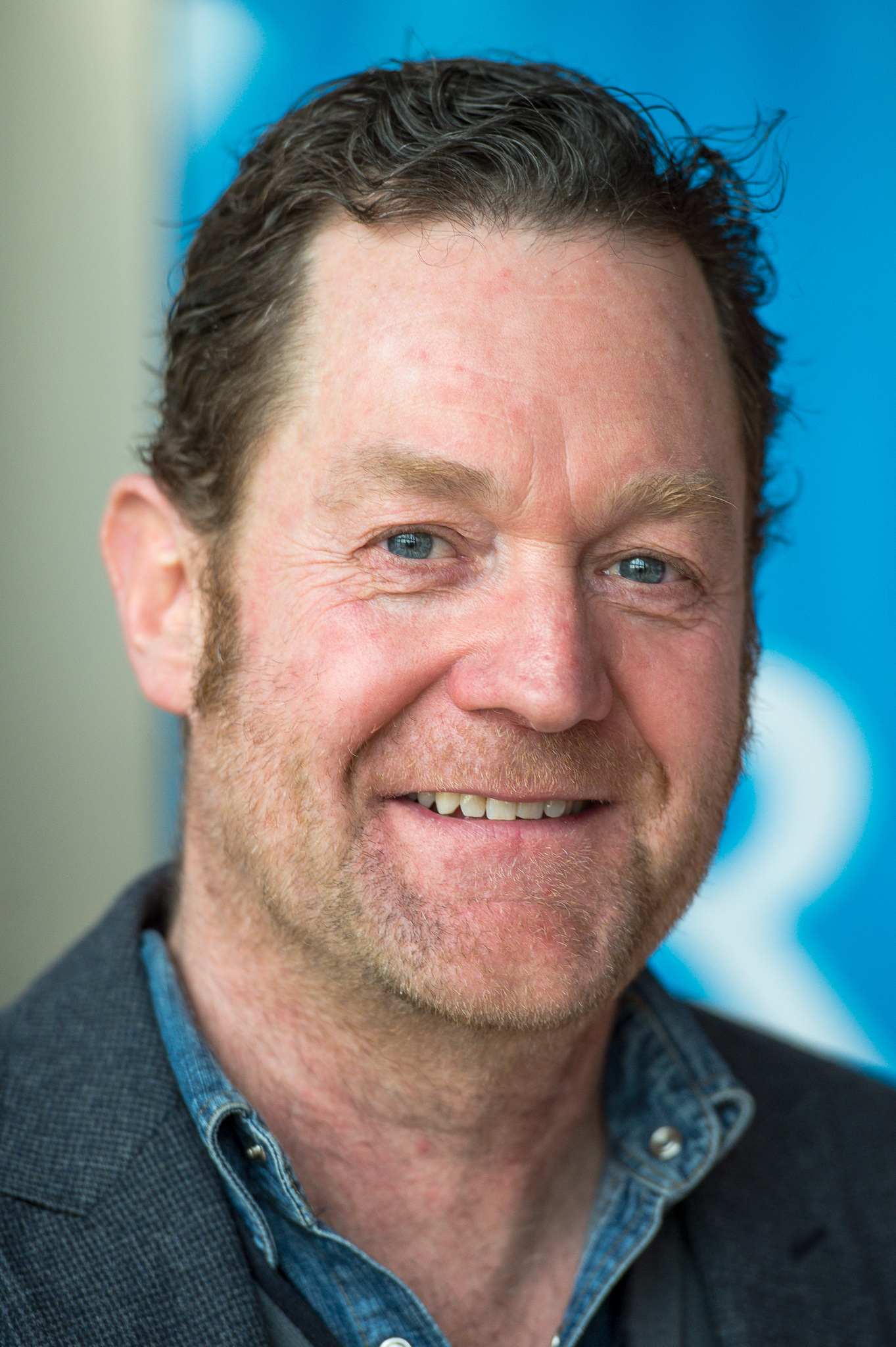
Jürgen Tonkel (2015)

Jürgen Tonkel (* 23. August 1962 in Höhenrain) ist ein deutscher Musiker, Schauspieler, Drehbuchautor und Regisseur.

## Leben
Jürgen Tonkel, 1962 in der Nähe von Wolfratshausen geboren, betrat erstmals mit 16 Jahren die Bühne. Bevor er sich ganz auf seine Karriere im Film- und Fernsehgeschäft konzentrierte, die mittlerweile an die 200 Produktionen umfasst, spielte er regelmäßig Theater, u. a. in Inszenierungen wie „Der verkaufte Großvater“ am Volkstheater München (Regie: Franz Xaver Kroetz) oder „I hired a contract killer“ (Regie: Gil Mehmert) am Metropoltheater (München).
An der Seite von Christoph Maria Herbst, Bastian Pastewka und Michael Kessler spielte er in Berlin über Jahre das Stück „Männerhort“.
Seit seinem Debüt 1984 in einer ARD-TV-Serie namens Blam! sah man Jürgen Tonkel immer wieder in widersprüchlichen oder markanten Rollen wie etwa als überforderter Vater, als Killer, Direktor, Wirt, Säufer, als Hauptkommissar in TV-Reihen wie K3 – Kripo Hamburg, Tatort, mehrfach als Bürgermeister in Um Himmels Willen, Marie fängt Feuer oder auch den Rosenheim-Cops. Ebenso spielte er in Fernsehfilmen wie Rose oder Ihr könnt euch niemals sicher sein.
Auch in Kinofilmen ist Jürgen Tonkel aufgetreten. So sah man ihn zum Beispiel als bayerischen Rudertrainer in Sommersturm, als SS-Sturmbannführer in Der Untergang oder als Radiomoderator in Wer früher stirbt ist länger tot. In dem Film Die Hummel spielt er die Hauptrolle des gescheiterten Vertreters „Pit Handlos“, in Der ganz große Traum den Sportlehrer Dr. Jessen oder in Dieses bescheuerte Herz den Proleten „Petry“. Zuletzt war er 2021 als „Heiliger Nantwein“ in dem letzten Kinofilm von Joseph Vilsmaier Der Boandlkramer und die ewige Liebe zu sehen.
Mit dem surreal-poetischen Kurzfilm Leave Without Running überraschte Jürgen Tonkel 2009 auch als Regisseur und Autor. Der englischsprachige Film, gedreht in London, wurde mit zahlreichen Preisen ausgezeichnet (bester Kurzfilm beim Fünf-Seen-Filmfestival 2011; Audience Choice Award beim LAD Matters Filmfestival in Bolder, USA 2011; Special Jury Award beim Shanghai International Filmfestival 2011)
Seit 2011 spielt er an der Seite von Katharina Böhm die Hauptrolle des Hauptkommissars „Paul Böhmer“ in der erfolgreichen ZDF-Krimi-Reihe Die Chefin, die mittlerweile mit über 100 Folgen in die 15. Staffel geht.
Aktuell ist Jürgen Tonkel auch in den Streaming-Serien Kohlrabenschwarz von Paramount+ als Kriminalhauptkommissar Thomas Falbner sowie Gute Freunde – Der Aufstieg des FC Bayern von RTL+ als ehemaliger Präsident des FC Bayern München, Roland Endler, zu sehen.
Jürgen Tonkel war bereits in den frühen 1980er-Jahren Mitglied der NDW-Band IDB (Innerdeutsche Beziehungen), spielte in diversen Münchner Bands und ist bis heute Drummer der Punk-Band A+P, die seit über 40 Jahren in derselben Besetzung auftritt.

## Privates
Aus seiner ersten Ehe mit der Casting-Direktorin Daniela Tolkien hat Jürgen Tonkel drei Töchter. Seine zweite Ehe mit der Filmproduzentin Eva Tonkel wurde 2023 geschieden. Heute lebt er in München und Wien.

## Filmografie (Auswahl)
- 1985: Blam! (Fernsehserie, 7 Folgen)
- 1988, 1994: Der Fahnder (Fernsehserie, verschiedene Rollen, 2 Folgen)
- 1990: Werner – Beinhart!
- 1990: Sekt oder Selters (Fernsehserie)
- 1991: Löwengrube (Fernsehserie, Folge Unschuld)
- 1993: Tatort – Deserteure (Fernsehreihe)
- 1994: Tatort – Der schwarze Engel
- 1994: Schwarz greift ein (Fernsehserie, Folge Saulus oder Paulus)
- 1994: Wildbach (Fernsehserie, Folge In aller Freundschaft)
- 1995–1996: Alle meine Töchter (Fernsehserie, 4 Folgen)
- 1996: Tatort – Perfect Mind – Im Labyrinth
- 1997: Zum Sterben schön
- 1997: Balko (Fernsehserie, Folge Gelegenheit macht Diebe)
- 1997–2020: SOKO 5113/SOKO München (Fernsehserie, verschiedene Rollen, 6 Folgen)
- 1998: Tatort – Gefallene Engel
- 1998: Vater wider Willen (Fernsehserie, 2 Folgen)
- 1999: Tatort – Habgier
- 1999: Medicopter 117 – Jedes Leben zählt (Fernsehserie, Folge Mission ohne Ausweg)
- 1999: Tatort – Die apokalyptischen Reiter
- 1999–2007: Hausmeister Krause (Fernsehserie, 48 Folgen)
- 1999–2002: Café Meineid (Fernsehserie, verschiedene Rollen, 3 Folgen)
- 2000: Dr. Stefan Frank – Der Arzt, dem die Frauen vertrauen (Fernsehserie, Folge Recht auf Leben)
- 2000: Tatort – Von Bullen und Bären
- 2000: DoppelPack
- 2000: Brennendes Schweigen
- 2000: Einmal leben
- 2000: Geier im Reisrand
- 2002: Fickende Fische
- 2002: Die Männer vom K3 (Fernsehserie, Folge Freier Fall)
- 2002: Ein Fall für Zwei (Fernsehserie, Folge Zum Schweigen verurteilt)
- 2002, 2005: Großstadtrevier (Fernsehserie, verschiedene Rollen, 2 Folgen)
- seit 2002: Die Rosenheim-Cops (Fernsehserie, 15 Folgen)
- 2003–2007: K3 – Kripo Hamburg (Fernsehreihe, 6 Folgen)
- 2003, 2006: SOKO Leipzig (Fernsehserie, verschiedene Rollen, 2 Folgen)
- 2003: Der Bulle von Tölz: Malen mit Vincent
- 2004: Abgefahren – Mit Vollgas in die Liebe
- 2004: Sommersturm
- 2004: Der Untergang
- 2005: Grenzverkehr
- 2005: Der Staatsanwalt (Fernsehserie, Folge Henkersmahlzeit)
- 2005: Rose
- 2006: Wer früher stirbt ist länger tot
- 2006: Alarm für Cobra 11 (Fernsehserie, Folge Das Versprechen)
- 2006: Bella Block: Mord unterm Kreuz (Fernsehreihe)
- 2007: Das Beste aus meinem Leben (Fernsehserie, Folge Der Kapitän hat alles im Griff)
- 2008: Spiel mir das Lied und du bist tot!
- 2008: Räuber Kneißl
- 2008: Ihr könnt euch niemals sicher sein
- 2008: Machen wir’s auf Finnisch
- 2008: Die Geschichte vom Brandner Kaspar
- 2008: Stolberg (Fernsehserie, Folge Freund und Helfer)
- 2008: Kommissar Süden und das Geheimnis der Königin
- 2009: All You Need Is Love – Meine Schwiegertochter ist ein Mann
- 2009: Der Alte – Folge 339: Männer in schwarz
- 2009: Über den Tod hinaus
- 2010: SOKO Donau (Fernsehserie, Folge Rot wie Blut)
- 2010: Das Haus ihres Vaters
- 2010: Franzi (Fernsehserie, Folge Zu allem bereit)
- 2010: Die Hummel
- 2011: Der ganz große Traum
- 2011: Rookie – Fast platt
- 2011: Föhnlage. Ein Alpenkrimi
- 2012: Was weg is, is weg
- seit 2012: Die Chefin (Fernsehserie)
- seit 2012: Kommissar-Marthaler-Reihe
  - 2012: Die Braut im Schnee
  - 2013: Partitur des Tode
  - 2015: Ein allzu schönes Mädchen
  - 2015: Engel des Todes
  - 2017: Die Sterntaler-Verschwörung
- 2012: Wer’s glaubt wird selig
- 2012: Polizeiruf 110 – Fieber (Fernsehreihe)
- 2013: V8 – Du willst der Beste sein
- 2013: Die Gruberin
- 2013: Tod in den Bergen
- 2014: Mord am Höllengrund
- 2015: Storno – Todsicher versichert
- 2015: Tatort – Die letzte Wiesn
- 2015: Nussknacker und Mausekönig (Fernsehreihe)
- 2016: Tatort – Die Wahrheit
- 2017: Das Kindermädchen – Mission Mauritius
- 2017: Tatort – Der Tod ist unser ganzes Leben
- seit 2017: Um Himmels Willen (Fernsehserie, 10 Folgen)
- 2017: Dieses bescheuerte Herz
- 2018: Bettys Diagnose – Einer für den anderen (Fernsehserie)
- seit 2019: Marie fängt Feuer
- 2020: München Mord: Ausnahmezustand (Fernsehreihe)
- 2021: Das Kindermädchen – Mission Kanada
- 2021: Der Boandlkramer und die ewige Liebe
- 2023: Kohlrabenschwarz (Mystery-Serie)

## Drehbuch- und Regiearbeiten
- 2009: Leave Without Running

## Auszeichnungen
- 2011: Kurzfilmpreis Das goldene Glühwürmchen beim Fünf Seen Filmfestival für Leave Without Running